# اوتسویل، میشیگان
اوتسویل (به انگلیسی: Otisville) یک روستا در ایالات متحده آمریکا است که در شهرستان جنسی، میشیگان واقع شده‌است. اوتسویل ۲٫۵۱ کیلومتر مربع مساحت و ۸۶۴ نفر جمعیت دارد و ۲۴۸ متر بالاتر از سطح دریا واقع شده‌است.